# Spree-Neiße (district)
Districtul Spree-Neiße este un Kreis în landul Brandenburg, Germania.
1. 1 2 3  GeoNames